# Ahmad ibn Khalid al-Nasiri
Pour les articles homonymes, voir Naciri.
Abu al-Abbas Ahmad ibn Khalid al-Nasiri al-Salawi (né le 20 avril 1835 à Salé et mort le 13 octobre 1897 dans la même ville), plus communément appelé An-Naciri, est considéré comme le plus grand historien marocain du XIXe siècle.
Membre de l'ancienne famille slaouie qui a fondé la zaouïa Naciria soufie au XVIIe siècle, il a fait carrière dans l'administration judiciaire du makhzen.
An-Naciri est connu pour avoir rédigé en plusieurs tomes toute l'histoire du Maroc. De même, il a écrit l'histoire de l'ouest islamique à partir de la conquête islamique par Oqba Ibn Nafi à la fin du XIXe siècle : Kitâb al-Istiqsa li-Akhbar Al-Maghrib duwal al-Aqsa.
An-Naciri est décédé peu de temps après avoir mis la touche finale à ce travail.

## Biographie
Sa filiation est la suivante: Abou l'Abbâs Ahmed, fils de Khaled, fils de Mohammed dit Hammâd, fils de Mohammed el-Kebir, fils de Ahmed, fils de Mhammed eç-Çeghir, fils du Cheikh Siill Mhammed, fameux sous le nom de Ben Nâçer ed-Der'i, fondateur au Maghreb de la zâouïa Nâçiriya ; il se rattache par sa généalogie à Abdallâh ben Ja'far ben Abou Tâleb, mari de Zeïneb, sœur d'El-Hasan et d'El Hoseïn, tous deux fils de Fâtima ez-Zohra, femme de Ali ben Abou Tâleb et fille de Mahomet.

## Publications (arabophones)
- Kitâb al-Istiqsa li-Akhbar Al-Maghrib duwwal al-Aqsa: L'histoire du Maroc depuis sa conquête par Oqba Ibn Nafi au XIXe siècle. C'est l'œuvre principale de An-Naciri.